# Lundafilosofin
Lundafilosofin är en filosofisk riktning som grundlades av filosofen Hans Larsson, professor i teoretisk filosofi vid Lunds universitet 1901-1927. Professorn i idé- och lärdomshistoria Svante Nordin har beskrivit den på följande vis:
”Den utgjorde ingen skola, den hade inga gemensamma teorier, inget program. Dess filosofiska inriktning var empiristisk och nykantiansk, i vag mening. Dess dominerande intressen var historiska, humanistiska och psykologiska. Det förgångnas tänkare behandlades med den respekt man tillerkänner ett ännu förpliktigande kulturarv. Lundafilosoferna var inte idealister i teknisk bemärkelse, men väl i den att de stod avvisande mot materialism och värdenihilism. Jämförda med Hägerströms radikalism framstod de som kompromissmakare.”
Lundafilosofins ståndpunkter kännetecknades av "humanistisk kulturidealism" och skilde sig markant från Uppsalafilosofins "antimetafysiska scientism". Till lundafilosoferna räknades även Alf Nyman, Gunnar Aspelin, Alf Ahlberg, Elof Åkesson, och Anders Karitz. Flera av dem medverkade i Hans Larsson Samfundets bokserie Insikt och Handling. Den siste representanten för Lundafilosofin var docenten Hans Regnéll. Regnéll menade att Larsson "fört vidare en gammal lundensisk filosofitradition, präglad av en odogmatisk inställning, öppenhet för inflytanden från olika håll o intresse för filosofins historia." Lundafilosofins betydelse minskade i och med att Sören Halldén, som verkade inom analytisk filosofi, tillträde som professor i teoretisk filosofi. 